# WWE New Year's Revolution
WWE New Year's Revolution era un evento anual de pago por visión de la empresa World Wrestling Entertainment para el programa RAW . Era el primer evento de 2 PPVs de la WWE que se dan durante el mes de enero (el otro evento es el Royal Rumble que sigue vigente). 

## Historia

### 2005
New Year's Revolution 2005 tuvo lugar el 9 de enero de 2005 en el coliseo Coliseo de Puerto Rico de San Juan, Puerto Rico. Este fue el primer evento PPV que se dio en Puerto Rico. Los boletos se agotaron faltando un mes en el coliseo y fue uno de los más vendidos en la historia del mismo.
- Dark Match: The Superheroes (The Hurricane & Rosey) derrotaron a La Résistance (Sylvain Grenier & Robért Conway). (5:13)
  - Hurricane cubrió a Conway después de un "Eye of Hurricane"
- Eugene & William Regal derrotaron a Christian & Tyson Tomko reteniendo el Campeonato Mundial en Parejas de la WWE. (12:22)
  - Eugene cubrió a Tomko con un "School Boy".
  - Eugene se lesionó legítimamente durante el combate.
- Trish Stratus derrotó a Lita ganando el Campeonato de Mujeres de la WWE. (3:46)
  - Stratus cubrió a Lita después de una "Chick Kick".
  - Lita se lesionó legítimamente durante el combate.
- Shelton Benjamin derrotó a Maven reteniendo el Campeonato Intercontinental de la WWE. (6:08)
  - Benjamin cubrió a Maven con un "Roll-Up".
- Shelton Benjamin derrotó a Maven reteniendo el Campeonato Intercontinental de la WWE. (0:05)
  - Benjamin cubrió a Maven después de un "T-Bone Suplex".
  - Maven pidió su revancha inmediata después de haber perdido la primera lucha.
- Muhammad Hassan (con Daivari) derrotó a Jerry Lawler (con Jim Ross). (10:51)
  - Hassan cubrió a Lawler después de un "Reverse STO".
- Kane derrotó a Snitsky. (11:38)
  - Kane cubrió a Snitsky después de un "Tombstone Piledriver".
- Triple H derrotó a Batista, Edge, Randy Orton, Chris Benoit y Chris Jericho (con Shawn Michaels como árbitro especial) en un Special Guest Referee Elimination Chamber Match ganando la vacante del Campeonato Mundial Peso Pesado. (34:55)
  - Triple H eliminó a Orton, ganando la lucha. (Ver detalles)
  - Durante la lucha, Shawn Michaels le aplicó a Edge un "Sweet Chin Music".
  - Durante la lucha, Batista atacó a Orton después de ser eliminado.
  - Originalmente, Benoit había logrado hacer rendir a Triple H con un Sharpshooter, pero Michaels simplemente no oficializó la rendición tan sólo para ver sufrir a Triple H.

### 2006
New Year's Revolution 2006 tuvo lugar el 8 de enero del 2006 desde el Pepsi Arena en Albany, New York. El tema oficial fue "Stricken" de Disturbed.
- Lucha en HEAT: Chavo Guerrero derrotó a Snitsky. (5:13)
  - Guerrero cubrió a Snitsky después de un "Frog Splash".
- Ric Flair derrotó a Edge (con Lita) por descalificación reteniendo el Campeonato Intercontinental de la WWE. (7:17)
  - Edge fue descalificado por golpear a Flair con su maletín del Money in the Bank.
  - El maletín Money in the Bank de Edge no estaba en juego.
- Trish Stratus derrotó a Mickie James reteniendo el Campeonato de Mujeres de la WWE. (7:18)
  - Stratus cubrió a James después de una "Chick Kick".
- Jerry Lawler derrotó a Gregory Helms. (9:32)
  - Lawler cubrió a Helms después de un "Diving Fist Drop".
- Triple H derrotó a The Big Show. (16:11)
  - Triple H cubrió a The Big Show después de un "Pedigree".
- Shelton Benjamin (con Momma Benjamin) derrotó a Viscera. (7:48)
  - Benjamin cubrió a Viscera después de un "Money Clip" después de que Momma Benjamin golpeara a Viscera.
- Ashley derrotó a Victoria, Candice Michelle, Maria y Torrie Wilson en un Bra & Panties Gauntlet Match. (11:01)
  - Maria quitó de sus ropas a Michelle. (2:09)
  - Maria quitó de sus ropas a Wilson.
  - Victoria quitó de sus ropas a Maria.
  - Ashley quitó los pantalones de Victoria mientras The Fabulous Moolah & Mae Young le quitaron la polera a Victoria.
- John Cena derrotó a Carlito, Chris Masters, Kurt Angle, Shawn Michaels y Kane en un Elimination Chamber Match reteniendo el Campeonato de la WWE. (28:23)
  - Cena eliminó a Carlito, ganando la lucha. (Ver detalles)
- Edge (con Lita) derrotó a John Cena ganando el Campeonato de la WWE. (1:46)
  - Edge cubrió a Cena después de dos "Spear".
  - Esta lucha ocurrió cuando Mr. McMahon salió y anunció que Edge estaba utilizando su oportunidad titular del Money in the Bank.
  - Este fue el primer canjeo de Money in the Bank en la historia de WWE

### 2007
New Year's Revolution 2007 tuvo lugar el 7 de enero del 2007 desde el Kemper Arena en Kansas City, Misuri. El tema oficial fue "Rage Against Time" de Warner/Chappell Productions.
- Dark Match: Vladimir Kozlov derrotó a Eugene (2:00)
  - Kozlov cubrió a Eugene después de un "Argentine Backbreaker".
- Jeff Hardy derrotó a Johnny Nitro (con Melina) en un Steel Cage Match reteniendo el Campeonato Intercontinental de la WWE (14:50)
  - Hardy ganó escapando de la estructura con la puerta.
  - Nitro estuvo a punto de ganar de la lucha escapando desde el techo, pero cuando iba a dejarse caer para ganar, Hardy abrió la puerta aplicándole un "Low Blow".
  - Durante la lucha, Melina intervino a favor de Nitro.
- Cryme Tyme (JTG y Shad Gaspard) derrotaron a The Highlanders (Robbie and Rory McAllister), The World's Greatest Tag Team (Shelton Benjamin y Charlie Haas), Jim Duggan y Super Crazy, y Lance Cade & Trevor Murdoch en una Eliminación de Parejas (19:03)
  - Benjamin cubrió a Robbie después de un "Superplex" (5:02)
  - Haas cubrió a Super Crazy con un "Bridging German Suplex" (7:30)
  - Murdoch cubrió a Haas después de que Cade aplicara un "Flying Elbow Drop" en Haas (11:51)
  - Gaspard cubrió a Cade después de un "G9" ganando una oportunidad por el Campeonato Mundial en Parejas de la WWE (18:14)
- Kenny Dykstra derrotó a Ric Flair (10:02)
  - Dykstra cubrió a Flair con un "Inside Cradle" después de un "Low Blow".
- Mickie James derrotó a Victoria reteniendo el Campeonato Femenino de la WWE (6:50)
  - James cubrió a Victoria después de revertir un "Spider's Web" en un "Mickie-DT"
  - Durante la lucha, Melina intentó acudir a ayudar a Victoria, pero fue detenida por Candice y Maria.
- Los Campeones Mundiales en Parejas de la WWE Rated-RKO (Edge y Randy Orton) y D-Generation X (Triple H y Shawn Michaels) terminaron sin resultado (23:20)
  - La lucha terminó después de que Triple H sufriera una lesión en sus cuadriceps.
  - DX fue descalificado, luego de que Michaels golpeó al árbitro de la lucha.
  - Como resultado, Rated-RKO retuvieron los títulos.
  - Antes de la lucha, DX atacaron a los campeones mientras hacían su entrada.
  - Después de la lucha, DX atacaron a los campeones, incluso Michaels destruyó la mesa de comentaristas en español, lanzándose desde el poste del ring, para atacar a Orton. Minutos antes, Triple H aplicó un "Pedigree" a Edge, arriba de la mesa.
- Chris Masters derrotó a Carlito (con Torrie Wilson) (5:55)
  - Masters cubrió a Carlito agarrándolo de sus pantalones.
  - Tras la lucha, Masters siguió atacando a Carlito.
- John Cena derrotó a Umaga (con Armando Alejandro Estrada) reteniendo el Campeonato de la WWE (17:20)
  - Cena cubrió a Umaga con un "Roll-Up".